# Neal Stephenson
Neal Town Stephenson (ur. 31 października 1959 w Fort Meade) – amerykański pisarz science fiction.

## Życiorys
Studiował na Uniwersytecie Bostońskim, najpierw fizykę, a następnie geografię. Po ukończeniu studiów pracował naukowo, ale również imał się tak różnych zajęć jak naprawa samochodów czy uprawa ziemi.

## Twórczość
Zadebiutował w 1984 roku powieścią The Big U. W 1988 roku wydał kolejną powieść Zodiac: Thriller ekologiczny (Zodiac: The Eco-thriller), ale prawdziwą sławę i uznanie przyniosły mu dopiero jego następne książki.
Wydana w 1992 roku powieść Zamieć (Snow Crash) została uznana przez krytyków i dziennikarzy za jedną z najbardziej wpływowych książek lat dziewięćdziesiątych. Kolejna powieść Stephensona, Diamentowy wiek (Diamond Age, 1995), została nagrodzona prestiżową nagrodą Hugo. Obie te powieści są w środowisku libertariańskich anarchistów uznawane za kultowe, gdyż ich akcja rozgrywa się w świecie, w którym organizacje państwowe nie istnieją lub są w rozpadzie, a ludzie zrzeszają się w dobrowolnych kongregacjach, zwanych klawami, różniących się od siebie stylem życia, prawem i tradycjami.
Kolejna powieść – Cryptonomicon (1999) – również odniosła ogromny sukces. Narracja książki prowadzona jest jednocześnie w trakcie II wojny światowej oraz współcześnie, a niebagatelną rolę odgrywają w niej szyfry i kryptografia. W 2003 roku Stephenson wydał powieść Żywe srebro (Quicksilver), będącą pierwszym tomem trzyczęściowego Cyklu barokowego. Kolejne części to Zamęt (The Confusion) (2004) i Ustrój świata (The System of the World) (2004). W 2008 roku wydał powieść Peanatema (Anathem), za którą otrzymał Nagrodę Locusa. Jego późniejszymi powieściami są wydana w 2011 Reamde oraz 7EW z 2015.
Jest współzałożycielem powstałej w 2010 społecznościowej platformy publikacyjnej Subutai, która jest w zamierzeniu nową formą tworzenia i udostępniania tekstów w mediach elektronicznych. Pierwszym projektem zaprezentowanym na Subutai jest powieść Stephensona The Mongoliad.

## Publikacje
- 1984 – The Big U.
- 1988 – Zodiac: thriller ekologiczny (Zodiac; wyd. pol. Zysk i S-ka 2001)
- 1992 – Zamieć (Snow Crash; wyd. pol. Zysk i S-ka 1999)
- 1994 – Interface, jako Stephen Bury współautor J. Frederick George(inne języki)
- 1995 – Diamentowy wiek (The Diamond Age; Hugo 1995, wyd. pol. Zysk i S-ka 1997)
- 1996 – The Cobweb, jako Stephen Bury współautor J. Frederick George(inne języki)
- 1999 – Cryptonomicon (Cryptonomicon; wyd. pol. Prószyński i S-ka 2001 oraz MAG 2010)
- 2003 – Żywe srebro (Quicksilver; Nagroda im. Arthura C. Clarke’a 2004, wyd. pol. w 3 tomach Mag 2005)
- 2004 – Zamęt (The Confusion; Nagroda Locusa 2005, wyd. pol. w 2 tomach Mag 2006)
- 2004 – Ustrój świata (The System of the World; Nagroda Prometeusza 2005, Nagroda Locusa 2005, wyd. pol. w 3 tomach Mag 2007)
- 2008 – Peanatema(inne języki) (Anathem; Nagroda Locusa 2008, wyd. pol. Mag 2009)
- 2010 – The Mongoliad
- 2011 – Reamde(inne języki) (wyd. pol. MAG 2012)
- 2012 – Some Remarks: Essays and Other Writing[2]
- 2015 – 7EW (Seveneves, wyd. pol. MAG 2016[3])
- 2017 – The Rise and Fall of D.O.D.O. (razem z Nicole Galland) (Wzlot i upadek D.O.D.O., wyd. pol. MAG 2018)
- 2019 – Fall; or Dodge in Hell
- 2021 – New Found Land: The Long Haul
- 2021 – Master of the Revels
- 2021 – Termination Shock
- 2024 - Polostan